# Festiwal im. Księcia Michała Kleofasa Ogińskiego
Międzynarodowy Festiwal im. Księcia Michała Kleofasa Ogińskiego w Iwoniczu-Zdroju – festiwal muzyki poważnej, który odbywa się corocznie w drugiej połowie roku od sierpnia do listopada. Podczas festiwalu wykonywane są utwory patrona festiwalu, oraz innych polskich kompozytorów.
Koncerty odbywają się w dawnej sali balowej Domu Zdrojowego w Iwoniczu-Zdroju. Inicjatorami i organizatorami festiwalu są ks. dr Andrzej Chmura, członkowie Stowarzyszenia Przyjaciół Iwonicza-Zdroju, Gminny Ośrodek Kultury oraz dyrektor artystyczny Festiwalu prof. Andrzej Pikul z Akademii Muzycznej w Krakowie.
Festiwal upamiętnia związki Iwonicza-Zdroju z wybitnym polskim kompozytorem Michałem Kleofasem Ogińskim poprzez jego córkę Amelię z Ogińskich Załuską, żonę Karola Załuskiego restauratora iwonickiego uzdrowiska.
| Edycja | Czas trwania                       | Miejsca koncertów | Program                    |
| ------ | ---------------------------------- | ----------------- | -------------------------- |
| I      | 5 października – 30 listopada 2008 | Iwonicz-Zdrój     | Polska muzyka romantyczna. |
| II     | 20 września – 11 listopada 2009    | Iwonicz-Zdrój     | Muzyka Polska.             |
| III    | 22 sierpnia – 11 listopada 2010    | Iwonicz-Zdrój     | Fortepian Chopina          |
| IV     | 11 września – 11 listopada 2011    | Iwonicz-Zdrój     | [ 4 ]                      |
| V      | 16 września – 11 listopada 2012    | Iwonicz-Zdrój     | [ 5 ]                      |
| VI     | 27 października– 11 listopada 2013 | Iwonicz-Zdrój     | [ 6 ]                      |
| VII    | 26 października– 23 listopada 2014 | Iwonicz-Zdrój     | [ 7 ]                      |
| VIII   | 26 września– 11 listopada 2015     | Iwonicz-Zdrój     | w 250 rocznicę urodzin     |
| IX     | 6 listopada 2016–                  | Iwonicz-Zdrój     |                            |
| X      | 19 listopada 2017–                 | Iwonicz-Zdrój     |                            |
| XI     |                                    | Iwonicz-Zdrój     |                            |
| XII    | 18 listopada 2019–                 | Iwonicz-Zdrój     |                            |

## Goście festiwalu
Na iwonickim festiwalu występowali między innymi:
Andrzej Pikul, Dina Joffe, Michael Vaiman, Marek Bracha, Ayakon Kitanak, Maria Sławek, Joanna Trzeciak, Trio de Vilna, Kaja Nowak, Anna Materniak, Mikołaj Piatikow.